# Santa Paula (Málaga)
Santa Paula es un barrio perteneciente al distrito Carretera de Cádiz de la ciudad andaluza de Málaga, España. Según la delimitación oficial del ayuntamiento, limita al noroeste con el barrio de La Paz; al norte, con el barrio Parque Mediterráneo; al este, con San Carlos; al sur, con Los Guindos; y al oeste, con el polígono industrial Los Guindos.
El conjunto residencial actual de Santa Paula fue edificado entre 1977 y 1981. Las viviendas están dispuestas en bloques que cuentan con grandes zonas ajardinadas. Albergan a un elevado número de población, ya que los edificios son altos. En el lugar, hubo antaño una leprosería, en una finca llamada de Santa Paula. 

## Transporte
En autobús queda conectado mediante las siguientes líneas de la EMT: 
| Línea | Trayecto                                      | Recorrido | Frecuencia    |
| ----- | --------------------------------------------- | --------- | ------------- |
| 7     | Carlinda - Alameda Principal - Parque litoral | Recorrido | 12-15 minutos |
| 15    | La Virreina - Santa Paula                     | Recorrido | 11-12 minutos |

Metro de Málaga: tiene conexión con su parada Puerta blanca de la L2 Dirección Palacio de los Deportes 
Autobuses Interurbano: Tiene conexión con bus de Torremolinos, Fuengirola y Alhaurín.
Cercanías Málaga: Tiene conexión con la parada Victoria Kent en la Cercanías de Málaga de su línea L1 y L2.